# Daniel Selynskyj

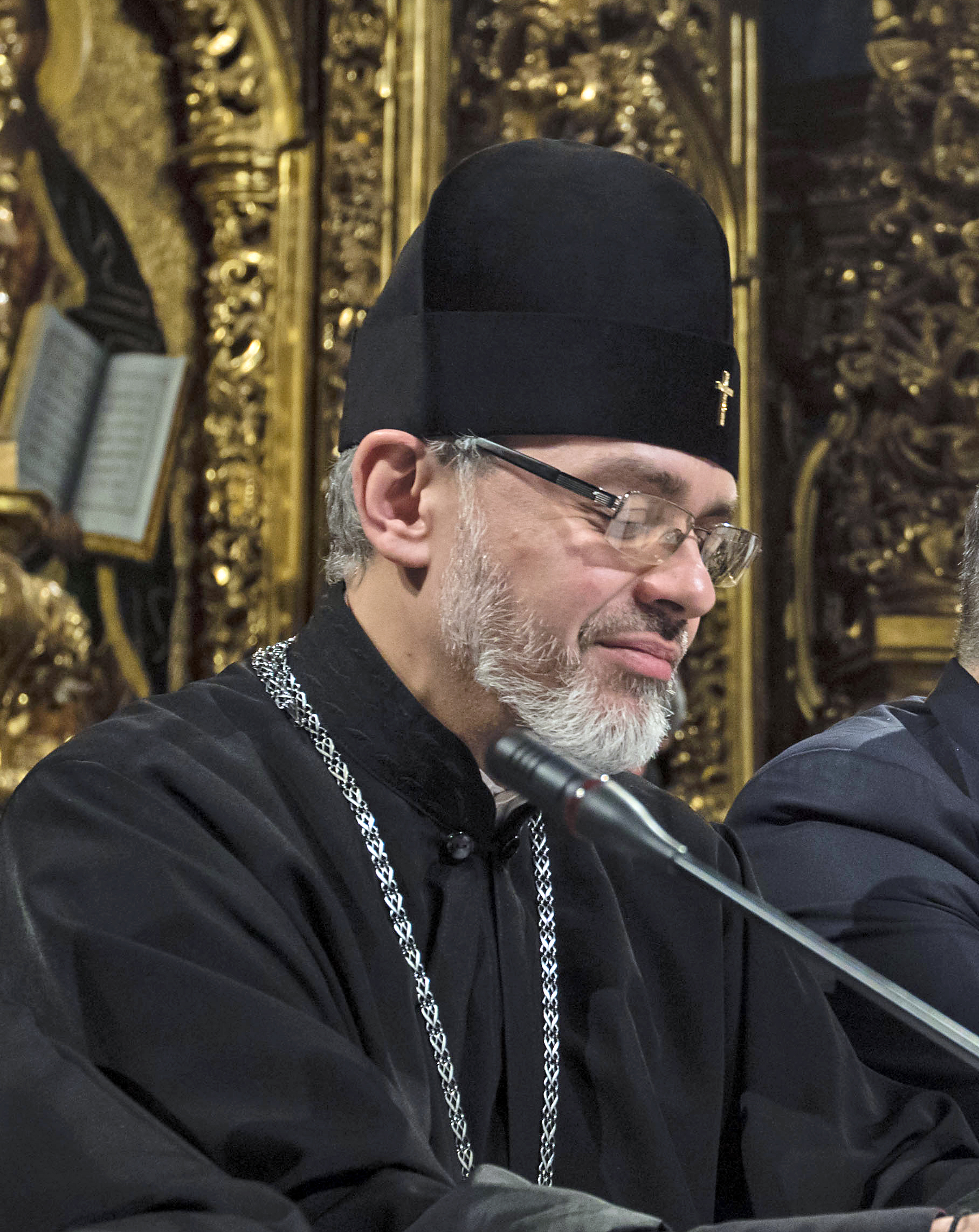
Bischof Daniel auf der Vereinigungssynode der Orthodoxen Kirche der Ukraine 2018. Zu seiner Linken sitzt der damalige ukrainische Präsident Petro Poroschenko.

Daniel von Pamphilon (ukrainisch Даниил, wiss. Transliteration Danyyl; weltlicher Name: Wladymyr Olehowytsch Selynskyj, ukrainisch Владимир Олегович Зелинский, wiss. Transliteration Vladymyr Olehovyč Zelynskyj; * 28. September 1972 in Butschatsch, USSR) ist ein orthodoxer Geistlicher und Erzbischof der Ukrainischen Orthodoxen Kirche in der Diaspora, welche unter dem Omophorion des Ökumenischen Patriarchats steht. Er ist Leitender Bischof der Ukrainischen Orthodoxen Eparchie von Westeuropa.

## Leben
Selynskyj studierte ab September 1993 Theologie am Seminar von Iwano-Frankiwsk. Anschließend emigrierte er 1996 in die USA, wo er seine Ausbildung weiterführte, an der Katholischen Universität von Amerika und am Dominican House of Studies. 1998 erhielt er Diakonweihe. Nach dem Studium in Washington wurde er in die Ukrainische Orthodoxe Kirche der USA aufgenommen. Daraufhin studierte er bis 2002 (M.Th.) am Orthodoxen Theologischen St. Sophia-Seminar in South Bound Brook und am Antiochian House of Studies der USA, das zur Universität Balamand gehört.
Am 12. Mai 2001 wurde er zum Priester geweiht. Die Mönchsweihe erhielt er ein Jahr später am 22. Mai 2002 im St. Elias-Kloster in Dover, Florida, beide Weihen durch Bischof Antonij (Scharba). Im Jahr 2007 promovierte Daniel am Pittsburgh Theological Seminary. Im selben Jahr wurde er am 3. Oktober von Metropolit Konstantin (Buggan), dem Primas der Ukrainischen Orthodoxen Kirche in der Diaspora, in den Rang eines Archimandriten erhoben. Die Bischofsweihe empfing er am 10. Mai 2008. Er hält das Titularbistum von Pamphilon. Nachdem Erzbischof Ioan (Derewianka) von seinem Amt zurückgetreten war, wurde Daniel am 24. Juli 2016 von Metropolit Antonij (Scharba) – seit 2012 nunmehrig Primas – zum Leitenden Bischof der Ukrainischen Orthodoxen Eparchie von Westeuropa ernannt. Im Oktober 2016 erhielt er den Titel eines Erzbischofs.
Bischof Daniel spielte zusammen mit Bischof Hilarion (Rudnyk) seit 2015 wiederholt eine Rolle in der Auseinandersetzung um die Autokephalie der Orthodoxen Kirche der Ukraine. So wurden beide im September 2018 zu Exarchen des Ökumenischen Patriarchen Bartholomäus I. ernannt. Diese Aufgabe nahm er bis Januar 2019 wahr und kehrte danach in die USA zurück.